# Palotás Péter
Palotás Péter (született: Poteleczky Péter, Budapest III., 1929. június 27. – Budapest XII., 1967. május 17.) olimpiai bajnok magyar labdarúgó, az Aranycsapat 12. tagja, kiemelkedő csatára. Nagy munkabírású, ügyesen osztogató, jól fejelő és veszélyesen lövő labdarúgó volt. Szívbántalmak miatt fiatalon, harmincadik életéve előtt kénytelen volt a labdarúgástól  búcsút venni. Ezt követően a textiliparban dolgozott.

## Pályafutása

### MTK
Az MTK (jogutód egyesületei: Textiles, Bp. Bástya, Bp. Vörös Lobogó) révén háromszoros magyar bajnok.

### A válogatottban
Ő töltötte be eleinte az Aranycsapat hátravont középcsatárának szerepkörét. 1952 őszén Hidegkuti vette át tőle ezt a feladatot, de továbbra is teljes értékű tagja maradt a válogatott gárdának. Ezután többnyire cserejátékosként jutott szóhoz. 1952-es helsinki olimpián aranyérmet nyert csapat tagja, 1954-ben világbajnoki ezüstérmes Svájcban. Összesen 24 alkalommal szerepelt a válogatottban és 18 gólt szerzett 1950 és 1956 között.
Legsikeresebb mérkőzései: 1952-ben az olimpián Olaszország ellen két gólt ért el (3–0), illetve 1955-ben Finnország ellen három gólt szerzett (9–1).

## Sikerei, díjai
- Magyar bajnok: 1951, 1953, 1957–1958
- Magyar labdarúgókupa győztes: 1952
- Olimpiai bajnok: 1952, Helsinki
- Világbajnoki 2.: 1954, Svájc
- A Magyar Népköztársaság kiváló sportolója (1951)[5]
- A Magyar Népköztársaság Érdemes Sportolója (1954)[6]

## Statisztika

### Mérkőzései a válogatottban
| Magyarország | Magyarország         | Magyarország                        | Magyarország       | Magyarország | Magyarország | Magyarország          | Magyarország | Magyarország   |
| #            | Dátum                | Helyszín                            | Hazai              | Eredmény     | Vendég       | Kiírás                | Gólok        | Esemény        |
| ------------ | -------------------- | ----------------------------------- | ------------------ | ------------ | ------------ | --------------------- | ------------ | -------------- |
| 1.           | 1950. szeptember 24. | Budapest, Megyeri úti stadion       | Magyarország       | 12 – 0       | Albánia      | barátságos            | 2            | 39' 50'        |
| 2.           | 1950. október 29.    | Budapest, Megyeri úti stadion       | Magyarország       | 4 – 3        | Ausztria     | barátságos            | -            |                |
| 3.           | 1951. október 14.    | Vitkovice                           | Csehszlovákia      | 1 – 2        | Magyarország | barátságos            | -            | 46'            |
| 4.           | 1952. május 24.      | Moszkva, Dinamo-stadion             | Moszkva-válogatott | 1 – 1        | Magyarország | barátságos            | 1            | 46' 50'        |
| 5.           | 1952. május 27.      | Moszkva, Dinamo-stadion             | Moszkva-válogatott | 2 – 1        | Magyarország | barátságos            | -            |                |
| 6.           | 1952. június 22.     | Helsinki, Olimpiai Stadion          | Finnország         | 1 – 6        | Magyarország | barátságos            | 1            | 46' 75'        |
| 7.           | 1952. július 21.     | Helsinki, Pallokenttä stadion (FIN) | Magyarország       | 3 – 0        | Olaszország  | olimpiai nyolcaddöntő | 2            | 11' 19'        |
| 8.           | 1952. július 24.     | Kotka, Kotka stadion (FIN)          | Magyarország       | 7 – 1        | Törökország  | olimpiai negyeddöntő  | 1            | 18'            |
| 9.           | 1952. július 28.     | Helsinki, Olimpiai Stadion (FIN)    | Magyarország       | 6 – 0        | Svédország   | olimpiai elődöntő     | 1            | 16'            |
| 10.          | 1952. augusztus 2.   | Helsinki, Olimpiai Stadion (FIN)    | Jugoszlávia        | 0 – 2        | Magyarország | olimpiai döntő        | -            |                |
| 11.          | 1952. szeptember 20. | Bern, Wankdorf Stadion              | Svájc              | 2 – 4        | Magyarország | Európa-kupa           | -            | 31'            |
| 12.          | 1953. április 26.    | Budapest, Megyeri úti stadion       | Magyarország       | 1 – 1        | Ausztria     | barátságos            | -            | 73'            |
| 13.          | 1953. május 17.      | Róma, Olimpiai Stadion              | Olaszország        | 0 – 3        | Magyarország | Európa-kupa           | -            | 46'            |
| 14.          | 1953. november 15.   | Budapest, Népstadion                | Magyarország       | 2 – 2        | Svédország   | barátságos            | 1            | 46' 74'        |
| 15.          | 1954. február 12.    | Kairó                               | Egyiptom           | 0 – 3        | Magyarország | barátságos            | -            | 46'            |
| 16.          | 1954. április 11.    | Bécs, Práter-stadion                | Ausztria           | 0 – 1        | Magyarország | barátságos            | -            | 65'            |
| 17.          | 1954. június 17.     | Zürich, Hardturm stadion (SUI)      | Magyarország       | 9 – 0        | Dél-Korea    | vb-csoportkör         | 2            | 77' 84'        |
| 18.          | 1954. június 30.     | Lausanne, Olimpiai Stadion (SUI)    | Magyarország       | 4 – 2        | Uruguay      | vb-elődöntő           | -            |                |
| 19.          | 1954. november 14.   | Budapest, Népstadion                | Magyarország       | 4 – 1        | Ausztria     | barátságos            | 1            | 34' 55'        |
| 20.          | 1955. május 8.       | Oslo, Ullevaal Stadion              | Norvégia           | 0 – 5        | Magyarország | barátságos            | 2            | 33' 55'        |
| 21.          | 1955. május 15.      | Koppenhága, Boldklub-pálya          | Dánia              | 0 – 6        | Magyarország | barátságos            | 1            | 24' 46'        |
| 22.          | 1955. május 19.      | Helsinki, Olimpiai Stadion          | Finnország         | 1 – 9        | Magyarország | barátságos            | 3            | 7' 12' 43' 46' |
| 23.          | 1955. május 29.      | Budapest, Népstadion                | Magyarország       | 3 – 1        | Skócia       | barátságos            | -            | 44'            |
| 24.          | 1956. június 9.      | Lisszabon, Luz Stadion              | Portugália         | 2 – 2        | Magyarország | barátságos            | -            |                |
|              | Összesen             |                                     |                    | 24           | mérkőzés     |                       | 18           | gól            |